# Pierre Raphaël
Pour les articles homonymes, voir Raphaël.
Pierre Raphaël (né en 1975) est un mathématicien français spécialisé dans les équations aux dérivées partielles.

## Formation et carrière
Raphaël étudie à l'École polytechnique de 1995 à 1998 et obtient son doctorat en 2004 avec Frank Merle à l'université de Cergy-Pontoise avec une thèse intitulée « Étude de la dynamique explosive des solutions de l'équation de Schrödinger non linéaire {\displaystyle L^{2}} critique ». En 2004, il devient Chargé de Recherche du CNRS. En 2003, il est à l'Institute for Advanced Study. En 2006/07, il est professeur assistant à l'université de Princeton et en 2007, il devient professeur assistant à l'université de Toulouse (Paul Sabatier) et professeur associé à l'École Polytechnique. En 2012, il devient Professeur à l'université Nice-Sophia-Antipolis et en 2019 Herchel Smith Professor of Pure Mathematics à l'université de Cambridge.
En 2010, il est professeur invité à l'ETH Zurich, en 2012 au Massachusetts Institute of Technology et en 2015 Chancellor Professor à l'université de Californie à Berkeley. Il a été professeur Schlumberger à l'Institut des hautes études scientifiques (IHES).

## Travaux
En particulier, il traite des équations d'évolution non linéaires pour les ondes, par exemple dans les liquides, la formation de singularités (blow up) dans ceux-ci et les mécanismes de concentration d'énergie. Entre autres choses, il a traité de l'équation de Schrödinger non linéaire, de l'équation de Korteweg-de Vries  (équationssolitons ) et des  équations d'Euler et de Navier-Stokes de l'hydrodynamique. Il a également traité des problèmes de stabilité dans les systèmes gravitationnels.
Avec Frank Merle, Igor Rodnianski et Jérémie Szeftel, il a trouvé les conditions initiales pour les solutions à énergie finie des équations de Navier-Stokes et d'Euler à deux et trois dimensions pour les liquides compressibles avec explosion en temps fini en un point (implosion à densité infinie),.

## Prix et distinctions
En 2008, il reçoit un ERC Starting Grant et en 2015 un ERC Consolidator Grant. En 2011, il devient membre junior de l'Institut Universitaire de France. En 2019, il devient Wolfson Fellow de la Royal Society. En 1998, il reçoit le Prix L.E. Rivot et en 2014 le Grand Prix Alexandre Joannides de l'Académie des Sciences.
En 2014, il est conférencier invité au Congrès international des mathématiciens à Séoul avec une conférence intitulée On singularity formation in Hamiltonian evolution equations.
Pour 2023, Raphaël est lauréat du prix commémoratif Bôcher conjointement avec Frank Merle, Igor Rodnianski et Jérémie Szeftel, pour leurs travaux novateurs qui ont démontré l'existence de solutions explosives pour l'équation NLS défocalisante (équation de Schrödinger non linéaire) dans certains régimes supercritiques et pour les équations d'Euler et de Navier-Stokes compressibles.

## Publications (sélection)
- avec F. Merle : Sharp upper bound on the blow-up rate for the critical nonlinear Schrödinger equation. In: Geometric & Functional Analysis. Volume 13, 2003, pages 591-642.
- avec F.Merle : On universality of blow-up profile for L2 critical nonlinear Schroedinger equation. Dans : Inventiones Mathematicae. Volume 156, 2004, p. 565–672.
- avec F. Merle : Blow up dynamic and upper bound on the blow up rate for critical nonlinear Schrödinger equation. In: Ann. Math. Volume 161, 2005, p. 157–222.
- Existence and stability of a solution blowing up on a sphere for a L2 supercritical nonlinear Schrödinger equation. Dans : Duke Math. J. Volume 134, 2006, pages 199-258.
- avec F. Merle : On a sharp lower bound on the blow-up rate for the L² critical nonlinear Schrödinger equation. In: Journal of the American Mathematical Society. Volume 19, 2006, p. 37-90.
- avec M. Lemou, F. Mehats : Orbital stability of spherical gravitational systems. Dans : Inventiones mathematicae. Volume 187, 2012, p. 145–194.
- avec I. Rodnianski : Stable blow up dynamics for the critical co-rotational wave maps and equivariant Yang-Mills problems. Dans : Publications mathématiques de l'IHÉS. Volume 115, 2012, p. 1–122.
- avec F. Merle, I. Rodnianski : Blowup dynamics for smooth data equivariant solutions to the critical Schrödinger map problem. Dans : Inventiones mathematicae. Volume 193, 2013, p. 249–365.